# 100445 Pisa
100445 Pisa este o planetă minoră (asteroid) din centura de asteroizi. A fost descoperită pe 12 septembrie 1996 la osservatorio Colleverde di Guidonia⁠(d) de Vincenzo Silvano Casulli⁠(d) și a fost numită după Pisa. 
Obiectul prezintă o orbită caracterizată de o semiaxă mare de 2,167483718485 UAi, o excentricitate de 0,20732681578104, o înclinație de 5,2084106197839 ° în raport cu ecliptica.